# Michał Sienkiewicz
Michał Sienkiewicz herbu Oszyk (ur. w 1725 – zm. 19 czerwca 1795 roku) – łowczy zwinogrodzki, konfederat barski.
Syn Marcina Sienkiewicza i Julianny Sylwestrowicz. Żonaty z Marianną Ługowską i Anną Kosowską. Z małżeństwa z Ługowską miał syna Józefa.
Nobilitowany w 1775 roku. 